# Oxynoemacheilus bergianus
Oxynoemacheilus bergianus és una espècie de peix pertanyent a la família dels balitòrids i a l'ordre dels cipriniformes.

## Etimologia
L'epítet bergianus fa referència a l'ictiòleg, geògraf i biòleg soviètic Lev Semionovich Berg.

## Descripció
Fa 5,7 cm de llargària màxima.

## Hàbitat i distribució geogràfica
És un peix d'aigua dolça, demersal i de clima subtropical, el qual viu a Àsia: els rius i rierols de corrent ràpid i amb substrat rocallós o de grava de les capçaleres dels rius Tigris (Turquia, l'Iraq i l'Iran) i Eufrates (Turquia i, potser també, Síria i l'Iraq); les conques dels llacs Urmia i Namak a l'Iran, i la conca meridional de la mar Càspia des del riu Kura fins al riu Sefid Rud, incloent-hi Armènia, Geòrgia i l'Azerbaidjan.

## Observacions
És inofensiu per als humans, el seu índex de vulnerabilitat és baix (15 de 100) i les seues principals amenaces són l'extracció d'aigua, la contaminació de l'aigua, la disminució de precipitacions a causa del canvi climàtic i la construcció de preses, ja que no és capaç de sobreviure en embassaments.